# 孤独なふりした世界で
『孤独なふりした世界で』（原題:I Think We're Alone Now）は2018年に公開されたアメリカ合衆国のSF映画である。監督はリード・モラーノ、主演はピーター・ディンクレイジとエル・ファニングが務めた。

## ストーリー
人類の大半が死に絶えた世界。デルは「自分こそが人類最後の生き残りである」と確信していた。デルは図書館の跡地に暮らしながら、他の家を清掃したり遺体を埋葬したりする日々を送っていた。ある夜、デルは花火の音で目を覚ました。翌朝、外に出たデルは破損した自動車を発見した。車内には意識不明の少女がいた。意識を取り戻した後、その少女はグレースと名乗った。デルは図書館に居座ろうとするグレースをよく思わなかったが、2人で暮らす方が都合が良いと考えるようになり、グレースを受け入れることにした。
デルが穏やかな生活を望んでいたにも拘わらず、グレースは何かと騒がしい性格であった。そのため、デルの心は度々かき乱されたが、時の経過と共にグレースの振る舞いに慣れていった。やがて、2人は一緒に家の清掃や遺体の埋葬を行うようになった。そんなある日、犬を見つけたグレースはペットができたと大喜びしたが、デルは犬を追い払ってしまった。その後、デルは自分の衝動的な振る舞いを反省してグレースに謝罪した。
ある日、グレースはまだ清掃がなされていない家を発見したが、デルはその家を掃除したがらなかった。その家はデルが家族と一緒に暮らしていた家だった。グレースに説得され、デルは実家を清掃することに決め、母親の遺体を丁寧に埋葬した。
翌朝、目を覚ましたデルは話し声を耳にした。驚いたデルが直ちに階下に降りると、そこにはグレースの両親を名乗る2人組（パトリックとヴァイオレット）がいた。2人の話によると、人類の生き残りは他にも数千人いるのだという。町の外に出ようとしなかったデルは今までその事実に気が付くことがなかった。パトリックは「君も私たちのコミュニティに来た方が良い」と言ったが、デルはその言葉に耳を貸さず、一人で町に留まることにした。しかし、誰かと共に生きることの喜びを知ったデルは、もはや孤独に耐えることができなかった。そのため、デルはパトリックのコミュニティに行くことにした。ところが、そこに広がっていた光景はデルにとって実におぞましいものであった。

## キャスト
- ピーター・ディンクレイジ - デル
- エル・ファニング - グレース
- ポール・ジアマッティ - パトリック
- シャルロット・ゲンズブール - ヴァイオレット

## 製作
2016年10月、ピーター・ディンクレイジとエル・ファニングが本作に出演すると報じられた。本作の主要撮影はニューヨーク州のハベストローとへースティングズ・オン・ハドソンで行われた。

## 公開
2018年1月21日、本作はサンダンス映画祭でプレミア上映され、卓越作品賞（審査員部門）を受賞した。2月27日、モメンタム・ピクチャーズが本作の全米配給権を獲得したと報じられた。

## 評価
本作は批評家から好意的に評価されている。映画批評集積サイトのRotten Tomatoesには32件のレビューがあり、批評家支持率は63%、平均点は10点満点で6.1点となっている。サイト側による批評家の見解の要約は「『孤独なふりした世界で』は魅力的なビジュアルと主演2人の見事な演技を加点要素として持つが、終末ものによく見られる要素の寄せ集め感が拭えない。」となっている。また、Metacriticには16件のレビューがあり、加重平均値は51/100となっている。